# Jake și Grăsanul
Jake și Grăsanul (în engleză Jake and the Fatman) este un serial de crimă⁠(d) cu William Conrad în rolul procurorului J. L. „Fatman” McCabe și Joe Penny în rolul detectivului Jake Styles. Serialul a fost difuzat pe CBS timp de cinci sezoane din 26 septembrie 1987 până în 6 mai 1992. Diagnostic: Crimă!⁠(d) a fost un spin-off⁠(d) al acestui serial.

## Rezumat
Jason Lochinvar „Fatman” McCabe este un fost ofițer al Departamentului de Poliție din Honolulu⁠(d) devenit procuror districtual⁠(d) în Los Angeles. Acesta lucrează împreună cu detectivul special Jake Styles la rezolvarea cazurilor de crimă. Cei doi intră deseori în conflict din cauza personalităților și stilurilor de cercetare diferite.„Fatman” nu călătorește nicăieri fără Max, câinele său de companie. Acțiunea serialului se desfășoară în Los Angeles în timpul primului sezon. După încheierea Magnum, P.I.⁠(d), producția s-a mutat în Hawaii. Al doilea, al treilea și jumătate din cel de-al patrulea sezon au fost filmate în Honolulu. În ultimul sezon, echipa de filmare a revenit în Los Angeles.

## Distribuție

### Rol principal
- William Conrad - procurorul districtual J.L. „Fatman” McCabe
- Joe Penny - detectivul Jake Styles
- Alan Campbell⁠(d) - procurorul adjunct Derek Mitchell

### Rol secundar
- Lu Leonard⁠(d) - Gertrude
- Jack Hogan⁠(d) - judecătorul Smithwood
- Melody Anderson⁠(d) - sergentul Neely Capshaw

Alex Cord⁠(d), Robert Culp, Denise Dowse⁠(d), Scott Marlowe⁠(d), Leigh McCloskey⁠(d), Ed Nelson, Leo Penn⁠(d), Stephen Quadros⁠(d), Robert Reed⁠(d), Mitch Ryan⁠(d), David Soul⁠(d) și Ray Sharkey⁠(d) au avut roluri episodice.

## Producție

### Dezvoltare
Conrad a interpretat un procuror în vârstă într-un episod din două părți în serialului Matlock⁠(d) în timpul primului său sezon pe NBC. Producătorii executivi Fred Silverman⁠(d) și Dean Hargrove⁠(d) au decis să utilizeze acest personaj ca model pentru unul dintre personajele principale ale unui nou seriale pe care îl dezvoltau pentru compania CBS. Și Joe Penny a apărut în aceste episoade, însă personajul său nu lucra alături de cel interpretat de Conrad.
După plecarea lui Hargrove, producătorii executivi David Moessinger și Jeri Taylor⁠(d) au fost angajați să realizeze serialului împreună cu Silverman. De asemenea, l-au angajat pe J. Michael Straczynski în calitate de consultant executiv. Taylor și Moessinger au controlat producția serialului timp de doi ani, iar apoi au părăsit echipa după o dispută.
Straczynski a fost angajat, deoarece în povestea dezvoltată de acesta, personajul lui Conrad stătea pe scaun în aproape fiecare scenă; era de remarcat și sloganul fals creat de Straczynski pentru serial: „Jake și Grăsanul: Nu poate juca, nu poate umbla, [dar] împreună luptă împotriva criminalității”.

### Controverse
Joe Penny a slăbit foarte mult după ce serialul s-a mutat în Hawaii, fapt care a generat numeroase zvonuri despre starea sa de sănătate, inclusiv despre posibilitatea ca acesta să aibă SIDA. De fapt, actorul avea probleme gastrointestinale și nu putea recupera greutatea pierdută. Când serialul a revenit în Los Angeles, s-a zvonit că decizia a fost luată la îndemnul lui Penny. Nici acest zvon nu a fost adevărat, decizia fiind luată de companie.

## Episoade
Jake și Grăsanul a avut cinci sezoane și 106 episoade. Acestea au fost difuzate între 1987 și 1992 pe CBS.
| Sezonul | Sezonul | Nr. de episoade | Data difuzării     | Data difuzării    |
| Sezonul | Sezonul | Nr. de episoade | Prima transmisie   | Ultima transmisie |
| ------- | ------- | --------------- | ------------------ | ----------------- |
|         | Pilot   | 2               | 28 octombrie 1986  | 4 noiembrie 1986  |
|         | 1       | 23              | 26 septembrie 1987 | 6 aprilie 1988    |
|         | 2       | 11              | 15 martie 1989     | 24 mai 1989       |
|         | 3       | 26              | 20 septembrie 1989 | 16 mai 1990       |
|         | 4       | 24              | 12 septembrie 1990 | 8 mai 1991        |
|         | 5       | 22              | 18 septembrie 1991 | 6 aprilie 1992    |

## Home media
DVD CBS⁠(d) (distribuit de Paramount⁠(d)) a lansat primele două sezoane din Jake și Grăsanul pe DVD în Regiunea 1 între 2008/2009. Din iunie 2015, aceste versiuni au fost întrerupte și stocurile au fost epuizate. Visual Entertainment⁠(d) a lansat Jake and the Fatman - The Complete Collection pe 23 iunie 201.
Jake and the Fatman - The Complete Collection este evaluat PG în Noua Zeelandă pentru violență, limbaj licențios și referințe la droguri.

## Spin-off
Episodul al nouăsprezecelea al celui de-al patrulea sezon - „It Never Entered My Mind” - îl prezenta pe Dick Van Dyke în rolul Dr. Mark Sloan, un medic care rezolvă cazuri de crimă. Succesul acelui episod a condus inițial la o serie de trei filme de televiziune, iar apoi la un serial de televiziune săptămânal intitulat Diagnostic: Crimă!, care a debutat pe CBS pe 29 octombrie 1993.